# Barrfältmätare
Barrfältmätare Thera variata är en fjärilsart som beskrevs av Michael Denis och Ignaz Schiffermüller 1775. Barrfältmätare ingår i släktet Thera och familjen mätare, Geometridae. Arten är reproducerande i Sverige. Tre underarter finns listade i Catalogue of Life, Thera variata balcanicola de Lattin, 1951, Thera variata cembrae Kitt, 1912 och Thera variata subtaurica Wehrli, 1932.

## Bildgalleri

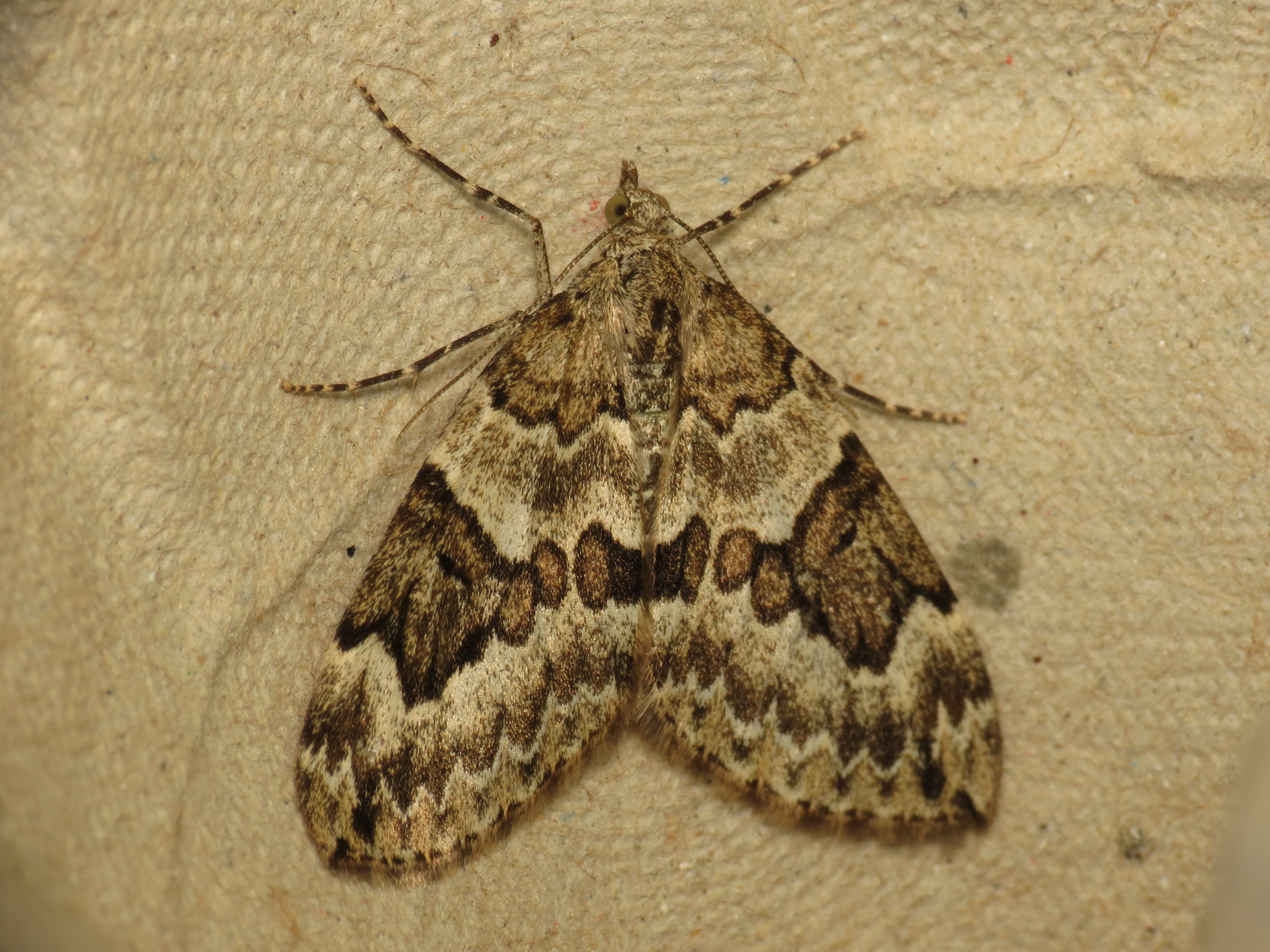
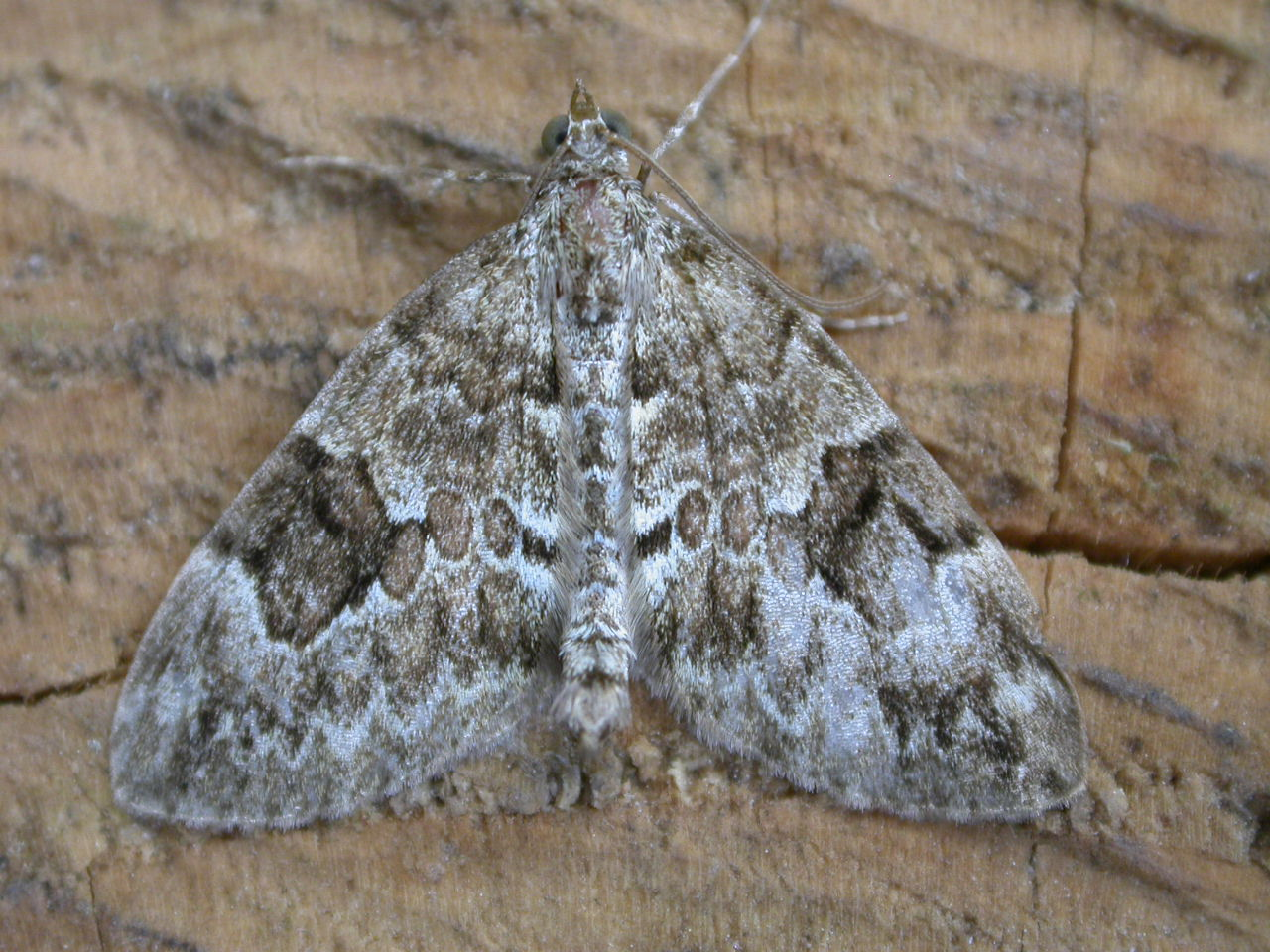
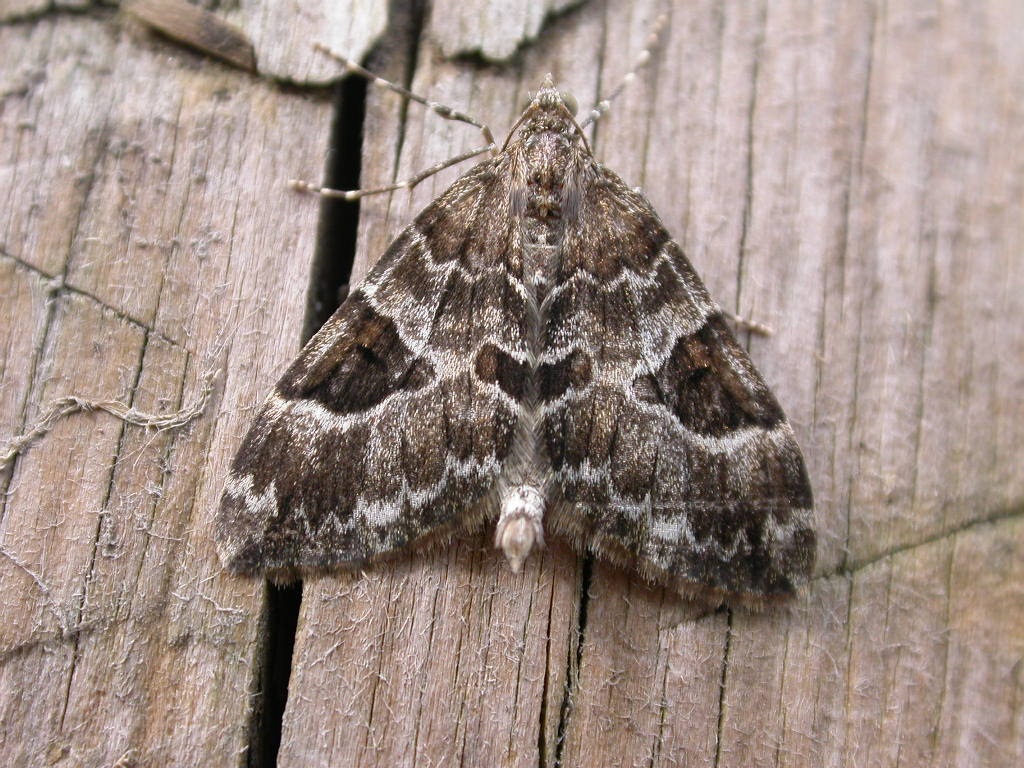